# ديريك جيبسون
ديريك جيبسون (بالإنجليزية: Derrick Gibson)‏ هو لاعب كرة قاعدة أمريكي، ولد في 5 فبراير 1975 في وينتر هافن في الولايات المتحدة.

## وصلات خارجية
- ديريك جيبسون على موقعبيزبول رفرنس.كوم (الدوري الرئيسي) (الإنجليزية)
- ديريك جيبسون على موقعبيزبول رفرنس.كوم (الدوري الثانوي) (الإنجليزية)